# باربارانو رومانو
باربارانو رومانو (به ایتالیایی: Barbarano Romano) یک کومونه در ایتالیا است که در استان ویتربو واقع شده‌است.

## خصوصیات
باربارانو رومانو ۳۷٫۴ کیلومترمربع مساحت و ۱٬۰۹۱ نفر جمعیت دارد و ۳۴۰ متر بالاتر از سطح دریا واقع شده‌است.